# آلفين سيكولي
آلفين سيكولي (Alvin Warren Ceccoli) (5 أغسطس 1974 في سيدني في أستراليا – )؛ هو لاعب كرة قدم سابق كان يلعب كمدافع. يلعب مع منتخب أستراليا لكرة القدم منذ عام 1998.

## وصلات خارجية
- آلفين سيكولي على موقع الاتحاد الدولي (مؤرشف)  (الإنجليزية)
- آلفين سيكولي على موقع رابطة كرة القدم اليابانية للمحترفين (اليابانية)
- آلفين سيكولي على موقع قاعدة بيانات كرة القدم.إي يو (الإنجليزية)
- آلفين سيكولي على موقع ناشيونال فوتبول تيمز (الإنجليزية)
- آلفين سيكولي على موقع Soccerway.com (الإنجليزية)
- آلفين سيكولي على موقع عالم كرة القدم.نت (الإنجليزية)

- National Football Teams